# David Nieto
David Nieto (Venecia, 1654 - Londres, 10 de enero de 1728) fue un médico, rabino y filósofo italiano de origen judío. Asentado en Inglaterra, sirvió como jajam de la comunidad sefardí de Bevis Marks de Londres.
En la comunidad londinense de Bevis Marks, donde ejerció funciones de rabino entre 1701 y 1728, Nieto reunió a su alrededor un importante grupo de intelectuales y propuso una teología judaica basada en la síntesis entre ciencia Newtoniana y religión, en una posición muy similar a la defendida por los latitudinarians anglicanos. Era de la opinión que los milagros son fenómenos naturales, o sea, “la naturaleza del mundo no cambia” (Zohar 140a) y que todo “el mundo sigue su curso” (Avodá Zará 54b), ver De la Naturaleza Universal o Divina Providencia. Fue uno de los autores más controversiales del siglo XVIII.

## Obras
- Paschologia (1702): tratado sobre las diferencias entre los calendarios cristiano y judío.
- Della Divina Providenza, ó sea Naturalezza Universal (1704): visión naturalista de la Providencia divina, en la que se interpreta la naturaleza como la acción constante de Dios.[1]
- Los Triunfos de la Pobreza (1709): ensayo moral de tono filosófico.
- Mateh Dan, o Kuzari Heleq Sheni (1714): defensa del judaísmo rabínico contra el caraísmo, inspirado en la obra de Yehudá HaLeví.[2]
- Esh Dat (1715): refutación del sabateísmo y de Nehemia Hayyun.

## Pensamiento y legado
Nieto propuso una síntesis entre ciencia moderna y teología judía. Afirmaba que "la naturaleza no es más que el curso regular de la Providencia", postura que provocó acusaciones de panteísmo, similares a las que se dirigieron contra Baruj Spinoza. Sin embargo, su ortodoxia fue defendida públicamente por el rabino Tzvi Ashkenazi, el Jajam Tzví.
Su enfoque filosófico influyó en la tradición racionalista del judaísmo inglés y anticipó las ideas de la Haskalá o Ilustración judía, especialmente por su apertura a la ciencia y a la razón.

## Traducciones modernas
- Triumphs of Poverty, Guadeloupe, 2018. Traducción al inglés de Walter Hilliger. ISBN 978-2956185932.
- On Divine Providence or Universal Nature, Guadeloupe, 2018. Traducción al inglés de Walter Hilliger. ISBN 978-2-956185949.